# Severomakedonská mužská házenkářská reprezentace
Severomakedonská mužská házenkářská reprezentace reprezentuje Severní Makedonii v mezinárodních soutěžích v házené. Před rokem 1992 severomakedonští házenkáři nastupovali v jugoslávské reprezentaci. Samostatná makedonská reprezentace byla ustavena již roku 1992, ale Mezinárodní házenkářská federace ji umožnila zúčastňovat se kvalifikačních turnajů až od roku 1995. V roce 1998 se prvně probojovala na velký turnaj, na evropský šampionát do Itálie. Jejím největším úspěchem pak bylo páté místo na mistrovství Evropy roku 2012. Nejlepším umístěním na světovém šampionátu bylo 9. místo v roce 2015. Rekordmanem v počtu vstřelených branek je Kiril Lazarov. Reprezentační dres je v základní sadě celočervený. Své domácí zápasy reprezentace hraje především ve Sportovním centru Borise Trajkovského ve Skopje.

## Mistrovství světa
| Rok/pořádající země                | Účast                           |
| ---------------------------------- | ------------------------------- |
| MS 1993 Švédsko                    | Ne                              |
| MS 1995 Island                     | Ne                              |
| MS 1997 Japonsko                   | Ne                              |
| MS 1999 Egypt                      | 18. místo                       |
| MS 2001 Francie                    | Ne                              |
| MS 2003 Portugalsko                | Ne                              |
| MS 2005 Tunisko                    | Ne                              |
| MS 2007 Německo                    | Ne                              |
| MS 2009 Chorvatsko                 | 11. místo                       |
| MS 2011 Švédsko                    | Ne                              |
| MS 2013 Španělsko                  | 14. místo                       |
| MS 2015 Katar                      | 9. místo                        |
| MS 2017 Francie                    | 15. místo                       |
| MS 2019 Dánsko, Německo            | 15. místo                       |
| MS 2021 Egypt                      | 23. místo                       |
| MS 2023 Polsko, Švédsko            | 27. místo                       |
| MS 2025 Chorvatsko, Dánsko, Norsko | 15. místo                       |
| Celkem                             | Účast – 9× · – 0× · – 0× · – 0× |

## Mistrovství Evropy
| Rok/pořádající země               | Účast                           |
| --------------------------------- | ------------------------------- |
| ME 1994 Portugalsko               | Ne                              |
| ME 1996 Španělsko                 | Ne                              |
| ME 1998 Itálie                    | 12. místo                       |
| ME 2000 Chorvatsko                | Ne                              |
| ME 2002 Švédsko                   | Ne                              |
| ME 2004 Slovinsko                 | Ne                              |
| ME 2006 Švýcarsko                 | Ne                              |
| ME 2008 Norsko                    | Ne                              |
| ME 2010 Rakousko                  | Ne                              |
| ME 2012 Srbsko                    | 5. místo                        |
| ME 2014 Dánsko                    | 10. místo                       |
| ME 2016 Polsko                    | 11. místo                       |
| ME 2018 Chorvatsko                | 11. místo                       |
| ME 2020 Norsko, Rakousko, Švédsko | 15. místo                       |
| ME 2022 Maďarsko, Slovensko       | 22. místo                       |
| ME 2024 Německo                   | 17. místo                       |
| Celkem                            | Účast – 8× · – 0× · – 0× · – 0× |

## Olympijské hry
| Rok/pořádající země     | Účast                           |
| ----------------------- | ------------------------------- |
| LOH 1996 Atlanta        | Ne                              |
| LOH 2000 Sydney         | Ne                              |
| LOH 2004 Athény         | Ne                              |
| LOH 2008 Peking         | Ne                              |
| LOH 2012 Londýn         | Ne                              |
| LOH 2016 Rio de Janeiro | Ne                              |
| LOH 2020 Tokio          | Ne                              |
| Celkem                  | Účast – 0× · – 0× · – 0× · – 0× |